# Distrito de Zaječar
El Distrito de Zaječar (en serbio: Zaječarski okrug, Зајечарски округ) es uno de los 18 ókrug o distritos en que está dividida Serbia Central, la región histórica de Serbia. Tiene una extensión de 3.623 km², y según el censo de 2002, una población de 137.561 habitantes. Su capital administrativa es la ciudad de Zaječar.

## Municipios
Los municipios que componen el distrito son los siguientes:
- Boljevac
- Knjaževac
- Zaječar
- Sokobanja